# Siddha
Siddha (devanāgarī : सिद्ध) est un terme sanskrit qui signifie « accompli, réalisé, obtenu ou parfait », en tibétain druptob (tibétain : སྒྲུབ་ཐོབ་, Wylie : Sgrub thob). Selon la philosophie indienne et plus particulièrement le Yoga mais aussi le jaïnisme, le Siddha est celui qui a atteint le but suprême ou la perfection et qui a alors atteint l'éveil, le moksha. Les yogis croient qu'à ce stade, l'être est doué de pouvoirs surnaturels ou merveilleux (les Siddhi).

## Dans l'hindouisme
Comme nom commun, le terme siddha s'applique au sādhaka ou au sādhu engagé dans la voie de la réalisation des siddhi et de la conquête de l'immortalité non liée au Temps/Devenir. Comme nom propre, Siddha désigne les adeptes de Śiva dans le Deccan, les alchimistes du Tamil Nadu (Sittar), les Tāntrika bouddhistes du Bengale (Mahāsiddha et Siddhācārya), les alchimistes de l'Inde médiévale (Rasa Siddha) et enfin le groupe des Nāth Siddha de l'Inde du Nord et précurseurs du Haṭha Yoga.

## Dans le jaïnisme
Le siddha dans le jaïnisme est celui qui après avoir abandonné sa vie au profit d'une voie religieuse de moine-ascète, de saddhu, a atteint le nirvana ou le moksha : l'illumination. L'âme évite ainsi le cycle des renaissances non voulues : la loi du samsara qui concerne le croyant vivant égoïstement. Pour le jaïnisme, la place de l'âme libérée n'est alors plus la même dans la cosmographie jaïne et l'être peut être appelé aussi deva ou paramātman. Pour la branche digambara, seuls les hommes peuvent atteindre ce stade. Suivre les Trois Joyaux aident à briser l'illusion et à atteindre l'éveil.

## Dans le bouddhisme tibétain

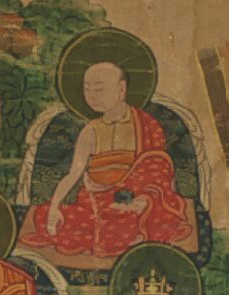
Orgyenpa Rinchen Pal

Un druptob est un maître accompli. Orgyenpa Rinchen Pal est qualifié ainsi.